# Miha-Viorel Ghindă
Mihail-Viorel Ghindă est un joueur d'échecs roumain né le 25 juillet 1949 à Bucarest et mort en février 2023, quatre fois champion de Roumanie dans les années 1970-1980.

## Biographie et carrière
Mihail-Viorel Ghindǎ est né le 25 février 1949. Il devint champion de Roumanie junior en 1966.
Il fut troisième du championnat de Roumanie en 1970, puis champion de Roumanie à quatre reprises (en 1976, 1978, 1983 et 1989).
Maître international en 1978, Mihail-Viorel Ghindǎ remporta les tournois de :
- Blagoevgrad et Heidelberg en 1978 ;
- Hambourg en 1980 ;
- Netanya en 1987.

En 1973 et 1977, il participa au championnat d'Europe d'échecs des nations (en 1977, la Roumanie finit quatrième parmi huit équipes)
Ghindă a représenté la Roumanie lors de sept olympiades d'échecs consécutives (de 1978 à 1990, marquant 35,5 points en 64 parties. Il joua au troisième échiquier lors de l'olympiade de 1984 à Thessalonique où la Roumanie finit cinquième.
Il participa avec la Roumanie lors du Championnat du monde d'échecs par équipes de 1985 à Lucerne où l'équipe de Roumanie finit quatrième ex æquo avec la France (et cinquième au départage) de la compétition.
Parallèlement à sa carrière de joueur, il dirige le club d'échecs du Policolor Bucarest. Après 2000, il se consacre aux échecs par correspondance.
Il meurt en février 2023.